# Ібраїм Коне (футболіст, 1989)
Ібраїм Коне (фр. Ibrahim Koné, нар. 5 грудня 1989, Абіджан) — івуарійський та гвінейський футболіст, воротар мальтійського клубу «Гіберніанс».

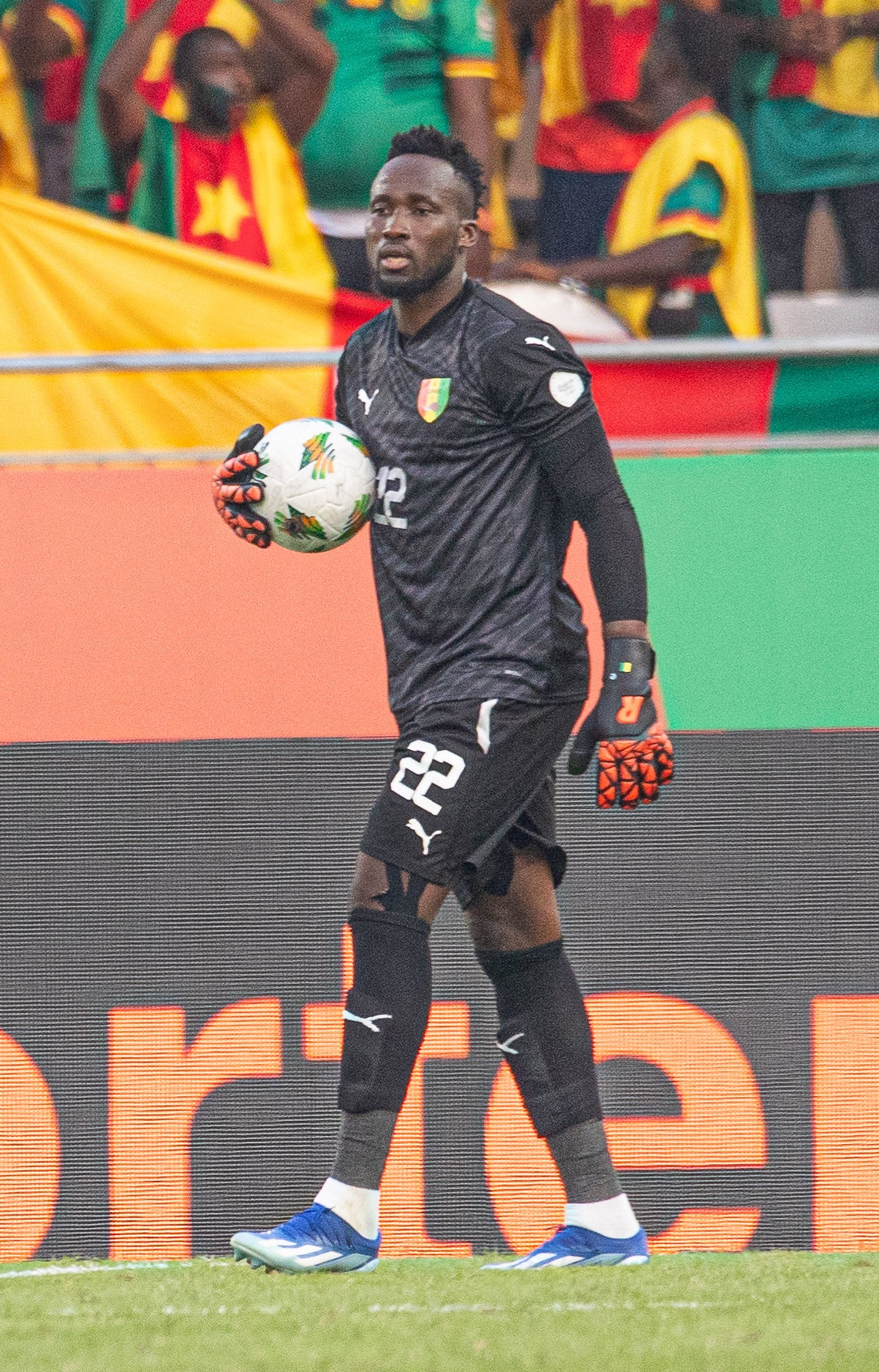

Чемпіон Мальти. Володар Суперкубка Мальти.

## Клубна кар'єра
Народився 5 грудня 1989 року в місті Абіджан.
У дорослому футболі дебютував 2007 року виступами за команду «Денгеле», в якій провів один сезон. 
Своєю грою за цю команду привернув увагу представників тренерського штабу клубу «Булонь», до складу якого приєднався 2008 року. Відіграв за команду з Булонь-сюр-Мер наступні п'ять сезонів своєї ігрової кар'єри.
Згодом з 2012 по 2016 рік грав у складі команд «Булонь-2» та «Тарб».
У 2016 році уклав контракт з клубом «По», у складі якого провів наступні три роки своєї кар'єри гравця. Більшість часу, проведеного у складі «По», був основним голкіпером команди.
Протягом 2020—2021 років захищав кольори клубів «Стад Борделе» та «Зейтун Корінтіанс».
До складу клубу «Гіберніанс» приєднався 2021 року. Станом на 27 березня 2023 року відіграв за мальтійський клуб 30 матчів в національному чемпіонаті.

## Виступи за збірні
Протягом 2007–2011 років залучався до складу молодіжної збірної Кот-д'Івуару. На молодіжному рівні зіграв у 7 офіційних матчах, пропустив 4 голи.
У 2018 році дебютував в офіційних матчах у складі національної збірної Гвінеї.
У складі збірної був учасником Кубка африканських націй 2021 року у Камеруні.
| Дата       | Місто                | Господарі   | Результат | Гості                            | Турнір                                     | Голи | Примітки |
| ---------- | -------------------- | ----------- | --------- | -------------------------------- | ------------------------------------------ | ---- | -------- |
| 9-9-2018   | Конакрі              | Гвінея      | 1 – 0     | Центральноафриканська Республіка | Відбір до Кубка африканських націй 2019    | -    |          |
| 11-6-2019  | Марракеш             | Гвінея      | 0 – 1     | Бенін                            | товариський матч                           | -1   |          |
| 26-6-2019  | Александрія          | Нігерія     | 1 – 0     | Гвінея                           | Кубок африканських націй 2019 - 1-й етап   | -1   |          |
| 30-6-2019  | Каїр                 | Бурунді     | 0 – 2     | Гвінея                           | Кубок африканських націй 2019 - 1-й етап   | -    |          |
| 7-7-2019   | Каїр                 | Алжир       | 3 – 0     | Гвінея                           | Кубок африканських націй 2019 - 1/8 фіналу | -3   |          |
| 3-1-2022   | Кігалі               | Руанда      | 3 – 0     | Гвінея                           | товариський матч                           | -1   | 46'      |
| 25-3-2022  | Кортрейк             | ПАР         | 0 – 0     | Гвінея                           | товариський матч                           | -    |          |
| 5-6-2022   | Каїр                 | Єгипет      | 1 – 0     | Гвінея                           | Відбір до Кубка африканських націй 2023    | -1   |          |
| 9-6-2022   | Конакрі              | Гвінея      | 1 – 0     | Малаві                           | Відбір до Кубка африканських націй 2023    | -    | 59'      |
| 23-9-2022  | Бір-ель-Джір         | Алжир       | 1 – 0     | Гвінея                           | товариський матч                           | -1   |          |
| 27-9-2022  | Ам'єн                | Кот-д'Івуар | 3 – 1     | Гвінея                           | товариський матч                           | -3   |          |
| 24-3-2023  | Касабланка           | Гвінея      | 2 – 0     | Ефіопія                          | Відбір до Кубка африканських націй 2023    | -    |          |
| 27-3-2023  | Рабат                | Ефіопія     | 2 – 3     | Гвінея                           | Відбір до Кубка африканських націй 2023    | -2   |          |
| 14-6-2023  | Марракеш             | Гвінея      | 1 – 2     | Єгипет                           | Відбір до Кубка африканських націй 2023    | -2   |          |
| 17-6-2023  | Курналя-да-Льобрегат | Бразилія    | 4 – 1     | Гвінея                           | товариський матч                           | -4   |          |
| 9-9-2023   | Лілонгве             | Малаві      | 2 – 2     | Гвінея                           | Відбір до Кубка африканських націй 2023    | -2   |          |
| 13-10-2023 | Сетубал              | Гвінея      | 1 – 0     | Гвінея-Бісау                     | товариський матч                           | -    |          |
| Усього     |                      | Матчів      | 17        |                                  | Голів                                      | -21  |          |

## Титули і досягнення
- Чемпіон Мальти (1):

«Гіберніанс»: 2021-2022
- Володар Суперкубка Мальти (1):

«Гіберніанс»: 2022